# روي جونز
روي جونز (بالإنجليزية: Roy Jones)‏ (29 أغسطس 1924 ستوك أون ترينت المملكة المتحدة - 1 يناير 2005) هو لاعب كرة قدم بريطاني سابق كان يلعب كمدافع.